# Lafolè (sous-marin)
Le Lafolè est un sous-marin de la classe Adua (sous-classe de la Serie 600), en service dans la Regia Marina lancé dans la deuxième moitié des années 1930 et ayant servi pendant la Seconde Guerre mondiale.
Il doit son nom au "massacre de Lafolè", une embuscade tendue par les Somaliens le 25 novembre 1896 contre un groupe de voyageurs italiens près d'un village de Lafolè.

## Caractéristiques
Les sous-marins de la classe Adua sont des sous-marins de petite croisière à simple coque avec double fond central et bulges latéraux, pratiquement identiques à ceux de la série précédente Perla dont ils constituent une répétition. C'est la plus grande série de la classe 600 et donne de bons résultats au cours du conflit, bien que la vitesse de surface soit plutôt faible, les bateaux sont robustes et maniables. Il y a de petites différences dans le déplacement et les détails de construction entre les unités construites sur des sites différents.
Ils déplaçaient 697,25 tonnes en surface et 856,40 tonnes en immersion. Les sous-marins mesuraient 60,18 mètres de long, avaient une largeur de 6,45 mètres et un tirant d'eau de 4,7 mètres.
Pour la navigation de surface, les sous-marins étaient propulsés par deux moteurs diesel de 600 chevaux (447 kW), chacun entraînant un arbre d'hélice. En immersion, chaque hélice était entraînée par un moteur électrique de 400 chevaux-vapeur (298 kW). Ces moteurs électriques étaient alimentés par une batterie d'accumulateurs au plomb composée de 104 éléments. Ils pouvaient atteindre 14 nœuds (26 km/h) en surface et 7,5 nœuds (13,9 km/h) sous l'eau. En surface, la classe Adua avait une autonomie de 3 180 milles nautiques (5 890 km) à 10,5 noeuds (19,4 km/h), en immersion, elle avait une autonomie de 74 milles nautiques (137 km) à 4 noeuds (7,4 km/h)
Les sous-marins étaient armés de six tubes lance-torpilles internes de 53,3 cm, quatre à l'avant et deux à l'arrière. Une torpille de rechargement était transportée pour chaque tube, pour un total de douze. Ils étaient également armés d'un canon de pont de 100 mm OTO 100/47 pour le combat en surface. L'armement antiaérien léger consistait en une ou deux paires de mitrailleuses Breda Model 1931 de 13,2 mm

## Construction et mise en service
Le Lafolè est construit par le chantier naval Odero-Terni-Orlando (OTO) de Muggiano à La Spezia en Italie, et mis sur cale le 30 juin 1937. Il est lancé le 10 avril 1938 et est achevé et mis en service le 13 août 1938. Il est commissionné le même jour dans la Regia Marina.

## Historique
Le 12 décembre 1938, le Lafolè est déployé sur la base de Leros, une île grecque de l'archipel du Dodécanèse dans la mer Égée. Par la suite, il est transféré à Tobrouk, au sein du 62e escadron de sous-marins (VIe Grupsom), sous le commandement du lieutenant de vaisseau (tenente di vascello) Renato Barletta.
Le 10 juin 1940, avec l'entrée de l'Italie dans la Seconde Guerre mondiale, il est envoyé près de Sollum puis quitte Tobrouk. Il y revient dix jours plus tard, sans signaler d'observation,.
Le 3 juillet, il opère entre l'îlot de Gaudo (près de la Crète) et Derna et les 7 et 8, il remarque la présence d'unités ennemies dans la recherche anti-sous-marine . Il n'atteint pas sa zone de repérage et rentre à sa base le 14 juillet,.
Le 14 septembre, le lieutenant de vaisseau Piero Riccomini, commandant d'un navire-juneau (sister ship), le Gondar, est désigné pour remplacer le commandant Barletta du Lafolè, indisposé, afin de garantir l'accomplissement de la mission à laquelle l'unité est destinée.
Le 21 septembre, il est placé en embuscade défensive dans le golfe de Tarente,.
Le 10 octobre 1940, le Lafolè quitte le port dirigé dans une zone d'opérations entre le parallèle 35°40' N et la côte marocaine entre le cap Quillates et le cap Agua, à l'est de Gibraltar,,.
Le 15 octobre, il arrive dans son secteur (sud-est de l'île d'Alborán et nord de cap des Trois Fourches près de Melilla) et commence à y patrouiller. Trois jours plus tard, cependant, une de ses unités sœurs, le Durbo, en mission dans une zone peu éloignée, est coulée par les destroyers britanniques HMS Firedrake (H79) et HMS Wrestler (D35). Avant que le sous-marin ne coule, une équipe d'abordage l'aborde, prenant possession de quelques documents secrets. De l'un d'eux, les Britanniques apprennent la position du Lafolè, et ils ont donc organisé un piège,.
Vers onze heures du matin du 20 octobre, le Lafolè aperçoit les destroyers britanniques HMS Gallant (H59) et HMS Griffin (H31), naviguant à faible vitesse, engagés dans la recherche de sous-marins et apparemment inconscients de sa présence. Il donne donc l'ordre de les attaquer, s'approchant jusqu'à 500 mètres. En réalité, le Lafolè a été repéré par les navires britanniques, qui ne l'ont pas attaqué uniquement pour ne pas éveiller les soupçons. Entre-temps, en effet, s'est positionné à 5 000-6 000 mètres du sous-marin, de l'autre côté de Gallant et Griffin, le destroyer HMS Hotspur (H01). Dès que le Lafolè lance une torpille avec ses tubes de poupe, les trois unités britanniques l'attaquent avec des grenades sous-marines. Le sous-marin est gravement endommagé dès la première grenade, se retrouvant avec ses moteurs électriques hors d'usage et de graves dommages aux arbres d'hélice et aux pompes de flottabilité, ainsi qu'avec de sérieuses difficultés à manœuvrer et à maintenir la flottabilité et la profondeur (au point que plusieurs fois il vient - involontairement - presque à la surface). Il réussit à rester immergé pendant sept heures malgré les graves dommages infligés par le destroyer,.
À 18h30, le Lafolè refait surface, sortant toute la tourelle (kiosque) hors de l'eau. Entre-temps, le Hotspur arrive pour une attaque de charges de profondeur, il finit donc par éperonner le sous-marin italien. Le Lafolè coule en quelques instants,, emportant avec lui le commandant Riccomini, 3 officiers et 36 sous-officiers et marins.
Un miracle a sauvé la vie du commandant en second (le sous-lieutenant Giuseppe Accardi) et de huit autres hommes. Lorsque le sous-marin a fait surface, l'équipage a essayé d'ouvrir l'écoutille de la tourelle afin de diminuer la pression, juste au moment de l'éperonnage. A ce moment-là, c'est la pression elle-même qui les a fait sortir par l'entaille ouverte dans la tourelle depuis l'avant du destroyer,. Deux des survivants sont récupérés sur le Gallant et les sept autres sur le Hotspur,. Le navire britannique est gravement endommagé lors de la collision, devant rester en réparation jusqu'au 20 février 1941.
Le Lafolè avait effectué un total de 5 missions de guerre, couvrant un total de 2 442 milles nautiques (4 522 km) en surface et 901 milles nautiques (1 668 km) sous l'eau.
Le commandant Piero Riccomini reçoit la Médaille d'argent de la valeur militaire (à titre posthume) pour la très longue et épuisante bataille contre les forces inégales britanniques pour la défense de son unité et de son équipage.